# Epineikos
Epineikos (altgriechisch Έπίνεικος) war ein griechischer Bildhauer.
Epineikios war in der fortgeschrittenen römischen Kaiserzeit im Grenzgebiet von Phrygien und Pisidien in der Stadt Ormele (dem heutigen Karamanlı) tätig. Er ist nur durch eine dort gefundene Statuenbasis bekannt.